# An Jung-geun
An Jung-geun lub An Chunggŭn 안중근, (ur. 2 września 1879 w Haeju, zm. 26 marca 1910 w Lüshun) – koreański aktywista polityczny, który w 1909 zastrzelił w Harbinie w Chinach japońskiego gubernatora Korei, Itō Hirobumiego. Został stracony w więzieniu w Lüshun.
Na jego atak wpływ miał japońsko-koreański traktat z 17 listopada 1905, który czynił Koreę japońskim protektoratem. W 1962 został pośmiertnie uhonorowany południowo-koreańskim Orderem Zasługi dla Ustanowienia Państwa I klasy (Daehan Minguk Jang).
Międzynarodowa Federacja Taekwon-do jego nazwiskiem nazwała jeden z 24. układów formalnych taekwondo – Joong-Gun Tul.